# Gora Gamalei
Gora Gamalei är ett berg i Antarktis. Det ligger i Östantarktis. Norge gör anspråk på området. Toppen på Gora Gamalei är 1 899 meter över havet, eller 9 meter över den omgivande terrängen. Bredden vid basen är 0,06 km.
Terrängen runt Gora Gamalei är varierad. Trakten är obefolkad. Det finns inga samhällen i närheten.